# Dakson da Silva
Dakson Suares da Silva (* 11. Juli 1987 in Santana do Ipanema), auch in der Schreibweise Dakson da Silva oder kurz Dakson, ist ein brasilianischer Fußballspieler auf der Position des Offensiven Mittelfelds. Er ist aktuell für den brasilianischen Verein Zumbi EC aktiv.

## Karriere
Nach den Stationen in den Jugendauswahlen von FC Campo Grande und Fluminense begann Dakson seine Profikarriere 2006 im Kader des bulgarischen Erstligisten Lokomotive Plowdiw. In seiner ersten Saison belegte er mit der Mannschaft den dritten Platz in der Meisterschaft. Nach einem kurzen Intermezzo bei seinen Heimatverein Campo Grande in Brasilien in den Jahren 2010/11, kehrte er nach Plowdiw zurück. 2012 wurde er bei einem Dopingtest positiv auf Methylprednisolon getestet. Das Bulgarische Olympische Komitee sprach daraufhin eine Verwarnung aus verzichtete jedoch auf eine Sperre, weil er unabsichtlich mit dem Stoff in Kontakt gekommen sei. Einen Titel konnte er während seiner Zeit in Bulgarien icht gewinnen. Im Sommer 2012 wechselte er zurück in seine brasilianische Heimat zum Erstligisten Vasco da Gama. Dort kam er in der Saison 2013 nur unregelmäßig zum Einsatz und stieg mit seinem Klub am Saisonende in die Série B ab. In der Folgesaison 2014 gelang ihn mit der Mannschaft der direkte Wiederaufstieg als drittplatzierter der Meisterschaft.
Anfang des Jahres 2015 verließ Dakson den Verein Vasco da Gama und schloss sich dem damaligen Zweitligisten EC Vitória an. Dort konnte er sich allerdings nicht durchsetzen und kam deshalb nur zu wenigen Einsatzzeiten. Auch nach seinem Wechsel zum Ligakonkurrenten Náutico Capibaribe im August selbigen Jahres, blieb es bei wenigen Kurzeinsätzen. Anfang 2016 wechselte er erneut innerhalb der Liga und heuerte beim Clube de Regatas Brasil an. Hier stand er zu Beginn der Saison 2016 häufig in der Startformation, wurde gegen Ende der Hinrunde jedoch nicht mehr berücksichtigt. Im August 2016 wechselte er zum Cuiabá EC in die drittklassige Série C und kam bis 2017 elfmal zum Einsatz. Es folgten in den Jahren 2018 bis 2022, bei Brusque FC, AS Arapiraquense, Sousa EC, CS  Esportiva, Lagarto FC und UNIRB FC, kurze Stationen bei unterklassigen Vereinen. Dakson konnte sich jedoch bei keinen dieser Vereine als Stammspieler etablieren und so blieb es auch hier bei wenigen Kurzeinsätzen. Seit Mai 2022 steht er beim semiprofessionellen Klub Zumbi EC unter Vertrag.